# Íngrid Drexel
Íngrid Drexel Clouthier (nascida em 28 de julho de 1993, em Monterrey) é uma ciclista mexicana. Competiu nos Jogos Olímpicos de Verão de 2012 e nos Jogos Pan-Americanos de 2015.